# Данијел Живковић
Данијел Живковић (Пљевља, 15. август 1987) црногорски је политичар. Посланик је у Скупштини Црне Горе од 1. јула 2017. године и вршилац дужности председника Демократске партије социјалиста (ДПС) од 6. априла 2023. године. Наследио је дугогодишњег председника ДПС-а Мила Ђукановића након његове оставке после пораза на председничким изборима 2023. године од Јакова Милатовића.

## Биографија
Своје радно искуство започео је као самостални саветник приправник, у служби за кадровске послове Општине Пљевља, наставио у Руднику угља АД Пљевља, као референт за правне послове у служби за правне послове. Обављао је и послове самосталног саветника за кадровске послове у служби за кадровске послове и људске ресурсе Општине Пљевља.
Такође био је и одборник у Скупштини општине Пљевља од 2014. године где је био члан Одбора за избор и именовање, као и члан Одбора за статут и прописе, као и председник Одборничког клуба ДПС, СД, БС Пљевља. Од 1. јула 2017. године посланик је у Скупштини Црне Горе, где у 26. сазиву је члан Уставног одбора, Законодавног одбора и Одбора за политички систем, правосуђе и управу.
Актуелни је шеф Клуба посланика ДПС Црне Горе, члан Уставног одбора, члан Одбора за антикорупцију, члан Комисије за праћење и контролу поступка приватизације, члан Парламентарног одбора за стабилизацију и придруживање (ПОСП), као и члан Одбора за политички систем, правосуђе и управу.
Осим свега наведеног као дугогодишњи члан ДПС-а обављао је различите партијске функције. Био је предсједник Савјета младих ДПС Пљевља, члан ОО и ИО ДПС Пљевља као и члан Главног одбора ДПС Црне Горе.

## Политички ставови
Више пута је критиковао Србију и Русију, наводећи да председник Србије Александар Вучић жели да „наруши наш суверенитет”.